# Santa Creu de Creixà
Santa Creu de Creixà és una església romànica del segle xi situada a l'extrem sud-oest del terme municipal de Piera (Anoia). El conjunt està format per l'església i un petit cementiri tancats per un mur. Actualment rep culte com a capella rural dependent de Sant Jaume Sesoliveres, Piera, Anoia. És una obra que forma un conjunt amb dues masies i està inclosa en l'Inventari del Patrimoni Arquitectònic de Catalunya.

## Descripció
Capella originalment de planta rectangular i una sola nau. L'església de la Santa Creu ha sofert molts canvis al llarg de la seva història. L'any 1691 es van construir els altars laterals i es va fer un allargament de la nau rectangular. La nau va ser coberta amb una volta de canó i reforçada amb un arc toral en la trobada entre la part antiga i la nova.
L'absis semicircular està situat a la façana est i està arrebossat amb morter de calç. A la façana oest hi ha la porta principal adovellada i de doble arquivolta. El campanar d'espadanya està format per dues obertures i se situa al cos de la nau, la campana va ser robada durant la Guerra Civil. La coberta general es resol a dues aigües. Totes les teulades, la de la nau i de l'absis, són de teula àrab.
L'any 1985 es va dur a terme la restauració de l'església, a iniciativa dels diversos veïns de Piera les barriades de Can Canals de Masbover i la Fortesa,Es va centrar en l'enderroc de la masia annexa, propietat dels marquesos de Monistrol, (actualment les vinyes son propietat de la familia de vins i caves SUMARROCA) i el repicat de les pedres interiors i del fris.
Al museu de les caves Marquès de Monistrol hi ha una pica baptismal romànica molt desgastada que prové d'aquesta església. És quasi esfèrica i no presenta cap mena de decoració.

## Història
La primera documentació que fa referència a l'església data de 1018 i 1063. Posteriorment, consten registres dels anys 1181 i 1196 de donacions a favor de l'església de la Santa Creu de Creixà. Fins al segle xv va ser sufragània de Santa Maria de Piera, quan, per proximitat, va passar a ser-ho de Sant Jaume Sesoliveres. L'any 1571 el pintor vilafranquí Jaume Huguet va elaborar un retaule per l'interior que es va perdre.
Arran de la llegenda de Maria Llopart esmentada a continuació, l'any 1765. Es va establir un vot en aquesta esglesia per la festa de Sant Sebastia. Així mateix, cada segon diumenge de maig es realitza l'aplec de la Santa Creu, amb l'objectiu de restaurar l'església i recuperar la festa de la benedicció del terme, antigament celebrada el 3 de maig.

## Llegenda
Un dia de primavera, entre el segle xii i el xiii, un pelegrí va trucar a la porta de la masia adossada a l'església de la Santa Creu. Va obrir la mestressa de la casa, vídua, Maria Llopart, que era molt pobra i quasi no tenia ni per menjar.
El pelegrí, en veure la Maria, li va demanar una mica de pa. La Maria va contestar que ella no en tenia, ja que passaven una època de sequera. Davant d'aquesta resposta, el pelegrí li va dir que cerqués a la pastera, on trobaria pa. La Maria va repetir que no tenia pa i es va posar a plorar.
Aleshores el pelegrí, que era un àngel, li va dir que si trobava pa anés al convent del poble i trenqués la paret on trobaria una imatge del Sant Crist, i que la sequera s'acabaria si es feia una processó amb la imatge. La Maria va anar a la pastera i en trobar pa va cridar "miracle!" va sortir a donar pa al pobre, però com que no el va trobar, es va dirigir al poble on va recuperar la imatge.
Després de demanar el permís del bisbe de Barcelona, van treure la imatge del Sant Crist el dia 28 d'abril. Des d'aquell dia, cada 28 d'abril se celebra la festa del Sant Crist de Piera i cada 100 anys es treu a passejar la imatge pel poble.